# Люблинские губернские ведомости
Люблинские губернские ведомости (рус. дореф. Люблинскія губернскія вѣдомости) — официальная государственная газета, издававшаяся в Люблине с 1869 по 1915 год.

## История
Пробный запуск издания газет губернских ведомостей в шести губерниях Российской империи в 1830 году оказался удачным, и в 1838 году было принято решение о расширении практики издания таких газет на всю страну, однако не во всех губерниях удалось наладить выпуск сразу. Так Люблинские губернские ведомости начали выходить только в 1869 году.
Губернские ведомости состояли из официальной и неофициальной частей. В официальной части публиковались постановления и предписания, а также казённые объявления. В неофициальной — сведения местного характера и частные объявления. За исключением периода с 1865 по 1881 год, губернские ведомости не подлежали цензурной проверке. С 1869 по 1898 год и официальная, и неофициальная части «Люблинских губернских ведомостей» выходили еженедельно; с 1899 по 1902 год неофициальная — ежедневно под собственной нумерацией, официальная — еженедельно; с 1903 года обе части — ежедневно.
В разные годы к газете выходили приложения: в 1906, 1907 и 1912 годах — списки лиц Люблинской губернии, допущенных до участия в выборах в Государственную думу; в 1906 и 1910 — списки для выборов в Государственный совет; в 1903—1915 годы выходили приложения с объявлениями о торгах, о розыске лиц и имущества, а также иными незначительными материалами ведомственного происхождения; в 1909—1915 годы выходила «Ведомость о повальных болезнях на скоте Люблинской губернии».
Когда при Главном управлении по делам печати в январе 1901 года создали Комиссию по пересмотру правил об издании губернских и областных ведомостей, среди прочего выяснилось, что редактор «Люблинских губернских ведомостей» не получал денег за свою работу.